# Hafen Caniçal
Der Hafen Caniçal ist ein Seehafen der Gemeinde Caniçal an der Ostküste von Madeira, über den seit 2007 der gesamte Frachtverkehr der Inselgruppe Madeira abgewickelt wird. Gleichzeitig ist er ein wichtiger Fischereihafen.

## Geschichte
Caniçal im Osten Madeiras bildet eine strukturschwache Region, in der lange Zeit nur Landwirtschaft und Fischfang betrieben wurde. Erste Berichte zur Anlage eines Hafens stammen aus dem 18. Jahrhundert, obgleich erst im Jahr 1909 die Gemeinde einen kleinen Kai anlegte. Zur Förderung der 1987 gegründeten Freihandelszone (Zona Franca da Madeira) begann 1994 der Bau des Hafens, über den die Erzeugnisse der Freihandelszone verschifft werden sollten.
Im Laufe der folgenden Jahre wurden der Aufgabenbereich des Hafens erweitert: Der Hafen Funchal gelangte an seine Kapazitätsgrenzen, so dass die Regionalregierung 2004 entschied, den Hafen Funchal ausschließlich für den Passagierverkehr zu nutzen und den Frachtverkehr nach Caniçal zu verlagern. Sie forcierte den weiteren Ausbau des Hafens Caniçal mit Unterstützung des Kohäsionsfonds der Europäischen Union. Seit Abschluss des Ausbaus 2006 können im Hafen Container, Stückgüter, Schüttgüter und über ein RoRo-Terminal Fahrzeuge verladen werden. 2007 übernahm der Hafen den bis dahin über den Hafen Funchal abgewickelten Frachtverkehr vollständig. Er ist damit der einzige Frachthafen der Insel, über den alle notwendigen Güter auf die Insel importiert werden. Gemessen an der Zahl der abgefertigten Schiffe ist er nach dem Hafen Funchal und dem Hafen Porto Santo der drittgrößte Hafen der Autonomen Region Madeira.

## Kapazitäten und Ausstattung
Der Hafen verfügt über ein nördliches und ein südliches Terminal mit drei Piers. Die nördliche, landseitige Pier ist 420 Meter lang und für Schiffe mit einem Tiefgang von bis zu 8,0 Metern geeignet. An ihr können bis zu drei Containerschiffe bzw. Massengutfrachter von maximal 120 Metern Länge gleichzeitig be- und entladen werden. Noch zum nördlichen Terminal gerechnet wird die Pier an der Ostseite des Hafenbeckens; die mit einem Passagierterminal und einem Terminal für RoRo-Schiffe ausgestattet ist. Die südliche gelegene, 271 Meter lange und für bis zu 11,0 Meter tiefe Schiffe geeignete Mole verfügt über Kapazitäten für zwei Schüttgutfrachter von bis zu 130 Meter Länge. Die 80 Meter lange Schutzpier an der Westseite ist Fischerbooten vorbehalten. Benachbart dazu liegt ein kleines Trockendock für Boote von bis zu 300 Tonnen.
Der Hafen ist mit drei Schleppern mit je 3300 PS ausgestattet und verfügt über drei Mobilkräne von je 64 Tonnen Tragfähigkeit. Dazu kommen Reach-Stacker (Containerstapler) und die üblichen Gabelstapler, Betriebsfahrzeuge etc.

## Schiffsbewegungen und Umschlagmengen
Nach den vom Hafenbetreiber APRAM vorgelegten Zahlen sind die Nutzungszahlen der Häfen im Archipel Madeira im Laufe der Jahre relativ gleichbleibend. Laut den für 2017 vorliegenden Zahlen über Schiffsbewegungen in den Häfen Madeiras legten in Funchal insgesamt 659 Schiffe sowie 397 Yachten, in Porto Santo 368 Schiffe sowie 784 Yachten und in Caniçal 231 Schiffe und keine Yachten an. Zu unterteilen ist die Gesamtzahl in Passagierschiffe, Frachtschiffe, Marinefahrzeuge und sonstige Schiffe sowie Yachten:
|                  | Funchal | Porto Santo | Caniçal |
| ---------------- | ------- | ----------- | ------- |
| Passagierschiffe | 596     | 312         | 1       |
| Frachtschiffe    | 18      | 47          | 225     |
| Marinefahrzeuge  | 21      | 9           | 1       |
| Sonstige         | 10      | 0           | 4       |
| Yachten          | 397     | 784         | 0       |
| Summe            | 1056    | 1152        | 231     |

Die Häfen schlugen 2017 unterschiedliche Mengen Fracht um: In Funchal wurden 893 Tonnen eingeführt, 2.822 Tonnen ausgeführt – zusammen 3.715 Tonnen. In Porto Santo betrug die Einfuhr 22.089 Tonnen, die Ausfuhr 3.417 Tonnen – zusammen 25.506 Tonnen und in Caniçal betrug die Einfuhr 726.818 Tonnen, die Ausfuhr 274.961 Tonnen – zusammen 1.001.779 Tonnen.
Im Jahr 2018 schlug der Hafen von Caniçal insgesamt 1.024.980 Tonnen Fracht aller Art um. In allen Häfen Madeiras waren es in dem Jahr insgesamt 1.420.494 Tonnen und damit rund 2 Prozent mehr als im Jahr 2017.